# Річард Олдінгтон

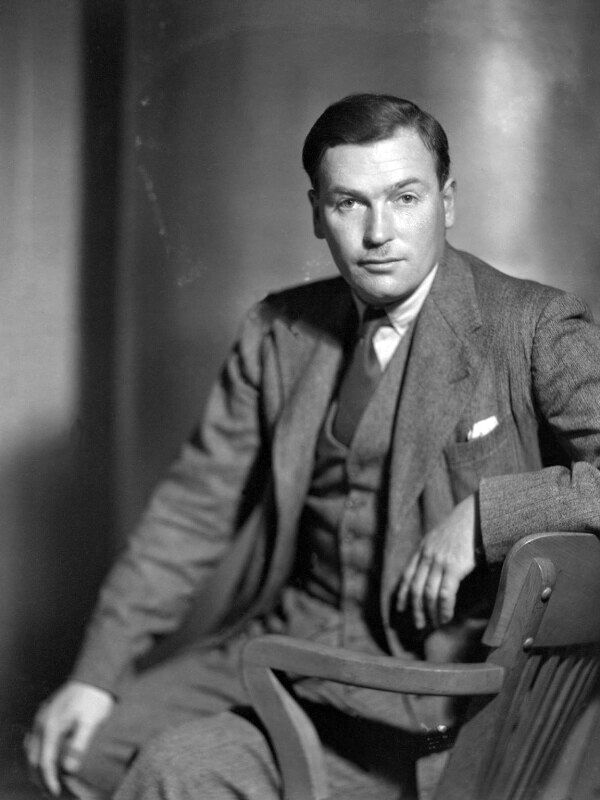
Aldington, 1931

Річард Олдінгтон (англ. Richard Aldington; справжнє ім'я Едвард Ґодфрі Олдінгтон (англ. Edward Godfree Aldington), 8 липня 1892 — 27 липень 1962) — англійський поет, прозаїк, критик.

## Біографія
Олдінгтон народився в Портсмуті в сім'ї адвоката і навчався в Дуврському Коледжі та в Лондонському Університеті. З огляду на фінансові труднощі йому не вдалося одержати вчений ступінь. У 1911 році він зустрів свою майбутню дружину, поетесу Гільду Дулітл. Двома роками пізніше вони одружилися. Їхнє немовля виявилося мертвонародженим.

### Роки імажизму
З 1912 Річард Олдінгтон входив до гуртка імажистів, разом з Гільдою Дулітл, Томасом Ернестом Гьюмом і Френсісом Стюартом Флінтом, до яких пізніше приєднався Езра Паунд. Олдінгтон був учасником всіх імажизьких антологій, редагував журнал «The Egoist» (1914—1917) і вважається одним з головних представників імажизму як літературного напряму. У 1914 році імажисти опублікували антологію своєї поезії «Des Imagistes». З 37 віршів, що увійшли до збірки, 10 належали Олдінгтону. У ці роки він також перекладав давньоримських і давньогрецьких поетів. Разом з іншим літератором, близьким до імажизького кола, Джоном Курносом, Олдінгтон в 1916 році вперше переклав англійською мовою роман Федора Сологуба «Дрібний біс».

### Перша світова війна і повоєнні роки
Олдінгтон був учасником Першої світової війни. У 1916 році він почав службу рядовим, був прикомандированим до Royal Sussex Regiment, пізніше став офіцером і служив на Західному фронті. У 1917 році він був поранений і лікувався в шпиталі. Війна різко змінила світовідчуття Олдінгтона, наклавши відбиток суворої гіркоти і безнадії на всю його подальшу творчість. Написана в ці роки книга віршів «Образи війни» вважається однією з кращих книг в історії англомовної поезії. Після війни Олдінгтон страждав від маловивченого в ті роки посттравматичного стресу.
Олдінгтон і Гільда Дулітл з 1915 році жили окремо один від одного. У 1919 році Олдінгтон і Гільда спробували врятувати свій шлюб. До цього часу Гільда народила дочку від Сесіла Грея, друга письменника Девіда Герберта Лоуренса. Гільда Дулітл жила з Греєм, поки Олдінгтон був на фронті. Врятувати шлюб їм не вдалося, і фактично вони розлучилися, хоча розлучення оформили лише в 1938 році. Вони зберегли дружні стосунки до кінця життя.

### Двадцяті й тридцяті роки
У двадцяті роки Олдінгтон, до того відомий переважно як поет, став приділяти все більшу увагу прозі. Його роман «Смерть героя» (англ. Death of a Hero; 1929), частково автобіографічний, входить нині до числа найвідоміших антивоєнних романів, поряд із романами Ремарка і Гемінґвея. Книга повістей «М'які відповіді» (1932) продовжила цю лінію у творчості письменника. Наступний роман письменника, «Усі люди — вороги» (1933), також був просякнутий неприйняттям мілітаризму, хоча є більш світлою і навіть життєствердною книгою, ніж «Смерть героя».

### Сорокові і п'ятдесяті роки
В середині 1940-х років письменник переїхав до США, де почав писати біографії. Написана ним в 1946 році біографія герцога Веллінгтона «A Life of Wellington: The Duke» була нагороджена престижною британською літературною премією імені Джеймса Тайта Блека (англ. James Tait Black Memorial Prize). Він також опублікував книги про письменників Роберта Луїса Стівенсона і Девіда Герберта Лоуренса. Викривальна книга Олдінгтона «Lawrence of Arabia: A Biographical Inquiry» про іншого Лоуренса — Томаса Едварда — Лоуренса Аравійського, що вийшла в 1955 році, була прийнята в Англії вороже, і письменник вирішив не повертатися на батьківщину.
Ближче до кінця життя він переселився із США до Франції. Незадовго до смерті Олдінгтон приїжджав до СРСР.

## Спадок
Сучасники називали Олдінгтона найбільш «англійським» письменником свого століття . Його ім'я викарбувано у Вестмінстерському абатстві на камені з іменами шістнадцяти «поетів великої війни».

## Вибрана бібліографія
- 1915 «Образи (1910—1915)» / Images (1910—1915)
- 1919 «Образи бажання» / Images of Desire
- 1915 «Образи війни» / Images of War
- 1919 «Війна і любов: Вірші 1915—1918» / War and Love: Poems 1915—1918
- 1923 «Заслання та інші вірші» / Exile and Other Poems
- 1929 «Смерть героя» / Death of a Hero
- 1931 «Дочка полковника» / The Colonel's Daughter
- 1932 «М'які відповіді» (п'ять повістей) / Soft Answers
- 1933 «Всі люди — вороги» / All Men Are Enemies
- 1934 «Жінки повинні працювати» / Women Must Work
- 1938 «Семеро проти Рівза. Сатиричний роман» / Seven Against Reeves: A Comedy-Farce
- 1939 «Відторгнутий гість» / Rejected Guest
- 1946 «Герцог (життя Веллінгтона)» / A Life of Wellington: The Duke
- 1950 «Вдячність (життя Д. Г. Лоуренса)» / An Appreciation: D. H. Lawrence 1885—1930
- 1954 «Самозванець Лоуренс: Людина і легенда» / Lawrence L'Imposteur: T.E. Lawrence, The Legend and the Man
- 1957 «Портрет бунтаря: Життя і праці Роберта Льюїса Стівенсона» / Portrait of a Rebel: The Life and Work of Robert Louis Stevenson

### Видання
- Олдінгтон Річард. Смерть героя / Перекл. з англ. Ю. Лісняк; Передм. І. Києнко / Річард Олдінгтон. — К. : Дніпро, 1988. — 341 с.

### Дослідження і біографії
- Урнов М. В. Ричард Олдингтон. — М.: Высшая школа, 1968. — 80 с.